# 海星中學校及高等學校 (三重縣)
海星中學校及高等學校是位於日本三重縣四日市市追分一丁目的私立完全中學。
在2021年時，曾是三重縣內最後一所僅招生男性學生的學校，直到該年四月的新學期才開始招收女性學生。

## 歷史
學校的前身為資產家佐藤信之助在1945年於桑名市的淨土宗寺廟照源寺所創設的「桑名英學塾」，1946年進一步以經濟、文學為主要領域設立為「民生學園」，1947年遷移到位於四日市市的現址後，更名為「海星學園」。
1950年海星學園與南山學園合作，在海星學園設立「南山大學附屬第二高等學校」，在海星學園與南山學園合併後，又於1952年將學校更名為「南山大學附屬四日市南山高等學校」，不過在1955年轉交學校法人學園營運後，改設為「海星高等學校」，1956年再開設「海星中學校」。
2021年開始招收女性學生，成為男女混合教育學校。